# CW Волопаса
CW Волопаса (лат. CW Boötis) — одиночная переменная звезда** в созвездии Волопаса на расстоянии приблизительно 509 световых лет (около 156 парсеков) от Солнца. Видимая звёздная величина звезды — от +16,15m до +15,9m.

## Характеристики
CW Волопаса — пульсирующий белый карлик, переменная звезда типа V777 Геркулеса (ZZB) спектрального класса DB*, или DBA. Масса — около 0,55 солнечной, светимость — около 0,0562 солнечной. Эффективная температура — около 20093 K.